# Kodeks Etyki Radcy Prawnego
Kodeks Etyki Radcy Prawnego (”KERP”) – akt normatywny tworzący zbiór norm deontologicznych (etycznych) uchwalony w formie kodeksu przez Krajowy Zjazd Radców Prawnych. Ustala zasady etyki radcy prawnego tj. jego akceptowalne etycznie zachowania związane z wykonywaniem zawodu. KERP ma zastosowanie do radców prawnych i aplikantów radcowskich tworzących samorząd zawodowy radców prawnych, a także w zakresie uregulowanym odrębną ustawą – do prawników zagranicznych, świadczących w Polsce pomoc prawną w zakresie odpowiadającym zawodowi radcy prawnego.

## Geneza
Wraz z utworzeniem na mocy ustawy z dnia 6 lipca 1982 r. o radcach prawnych samorządu radców prawnych, w jego ramach przystąpiono do tworzenia aktów normatywnych regulujących normy deontologiczne zawodu radcy prawnego. 20 września 1987 II Krajowy Zjazd Radców Prawnych podjął uchwałę nr 3 w sprawie Zasad etyki zawodowej radcy prawnego. Zasady te ujęte zostały w 44 artykułach pomieszczonych w ośmiu rozdziałach. VI Krajowy Zjazd Radców Prawnych podjął uchwałę Nr 8/99 z 6 listopada 1999 r. w sprawie Zasad Etyki Radcy Prawnego. Akt ten został zastąpiony uchwałą nr 5/2007 VIII Krajowego Zjazdu Radców Prawnych z dnia 10 listopada 2007 r. w sprawie uchwalenia Kodeksu Etyki Radcy Prawnego. Kodeks ten zawierał 54 artykuły pomieszczone w ośmiu rozdziałach. W 2014 na mocy uchwały nr 3/2014 Nadzwyczajnego Zjazdu Radców Prawnych w sprawie Kodeksu Etyki Radcy Prawnego z dnia 22 listopada 2014 r. kodeks z 2007 został zastąpiony nową regulacją, również pod tytułem Kodeks Etyki Radcy Prawnego, składającą się z 66 artykułów zamieszczonych w siedmiu rozdziałach. Wszedł on w życie 1 lipca 2015.

## Ustawowa podstawa prawna
Obowiązek uchwalania zasad etyki radców prawnych, który został zrealizowany w Kodeksie Etyki Radcy Prawnego z 2014 określony jest w art. 57 pkt 7 ustawy o radcach prawnych.

## Charakterystyka regulacji
Kodeks Etyki Radcy Prawnego z 2014 zawiera regulację ujętą w zasadniczych częściach:
- Preambuła
- Dział I. Postanowienia ogólne
- Dział II. Podstawowe zasady wykonywania zawodu oraz wartości i obowiązki etyczne radcy prawnego
- Dział III. Wykonywanie zawodu
- Dział IV. Stosunki z klientem
- Dział V. Stosunek do sądów i urzędów
- Dział VI. Stosunki między radcami prawnymi
- Dział VII. Stosunki radcy prawnego z samorządem[5].